# Strona di Postua
Lo Strona di Postua (Stron-a ëd Pòstua in piemontese) è un torrente del Piemonte, affluente in sinistra orografica del Sessera.
Il suo corso si sviluppa nella parte più a monte in Provincia di Vercelli mentre a valle lambisce anche la Provincia di Biella.

## Idronimo
Il nome del torrente deriverebbe a sua volta da storn o strom, radici celtiche che stanno a indicare acqua corrente o fiume.

## Percorso
Lo Strona nasce dall'unione di due rami sorgentizi nei pressi dell'Alpe Aigra, in comune di Postua: il primo di questi, il Rio Pennino, viene da ovest e nasce alle pendici del Monte Talamone (1.915 m); il secondo è il Rio Gesola che nasce invece più a nord, nella zona dei Denti di Valmala.

Il torrente scende poi verso sud-est passando a fianco prima del centro comunale Postua e poi transita a valle di Guardabosone.

Dopo aver segnato per un tratto il confine tra le province di Biella e di Vercelli si getta nel Sessera qualche centinaio di metri ad est di Crevacuore, a quota 374.

Piuttosto estesa e ramificata nella sua parte più a monte la sua valle si restringe invece verso sud, essendo limitata ad ovest e ad est dai piccoli bacini di due affluenti del Sessera, rispettivamente il Rio Bodro e il Rio Venenza.

La valle dello Strona a monte di Roncole (frazione di Postua) è pressoché disabitata, e vari alpeggi un tempo attivi sono stati abbandonati.

## Principali affluenti
- In destra idrografica:
  - Rio Cicognana: nasce a nord del Monte Barone e passa poco sotto all'alpe omonima;
  - Rio Canale di Strona: è un breve corso d'acqua che passa presso all'Alpe Cravoso;
  - Rio Forcioula: convoglia le acque che scendono dalla Punta delle Camosce e dal Monte Gemevola verso lo Strona, che raggiunge poco a monte di Roncole.
- In sinistra idrografica:
  - Rio Brugarola: scende dal Monte Tovo e raggiunge lo Strona a monte di Roncole.

## Utilizzi

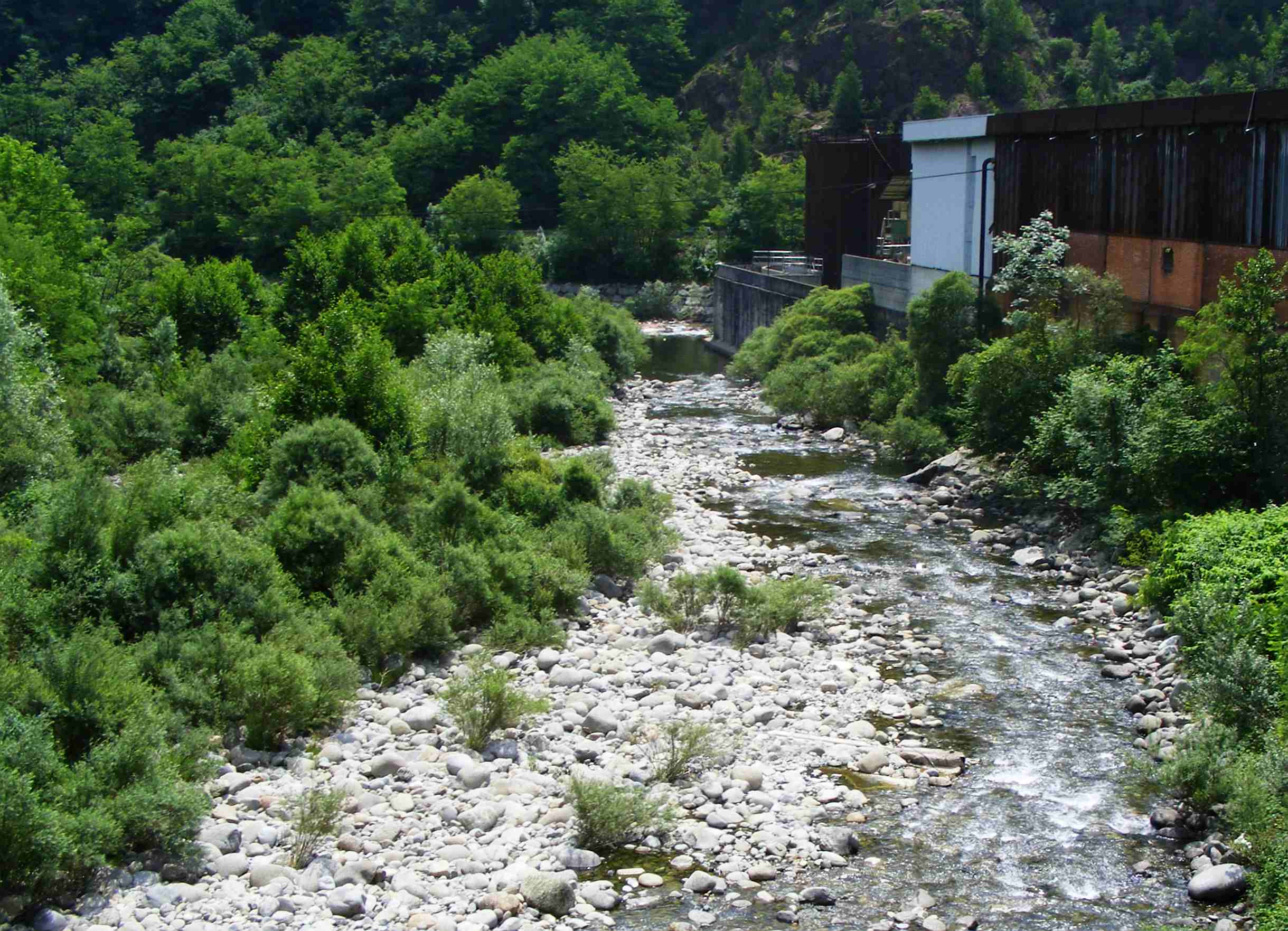
Lo Strona nei pressi della confluenza nel Sessera

L'acqua delle Strona viene derivata, per uso potabile, dalla Servizio Idrico Integrato S.p.a., la società che gestisce i servizi idrici di Borgosesia e di buona parte del vercellese.

La discesa in canoa o rafting dall'Alpe Cravoso a Roncole presenta difficoltà tra il III e il V grado, da Roncole alla confluenza con il Sessera di III o III+.

Anche per i pescatori il torrente è interessante in quanto ricco di trote.